# Меча (Республика Сербская)
Меча (серб. Меча / Meča) — село в общине Берковичи Республики Сербской Боснии и Герцеговины. Население составляет 335 человек по переписи 2013 года.

## Известные уроженцы
- Бьелица, Милан[серб.] (р. 1956), генерал-майор ВС Сербии, заместитель начальника Генерального штаба ВС Сербии[серб.]